# Maracá
O maracá, maraca, bapo, maracaxá ou xuatê é um idiofone de agitamento, constituído por uma bola, que pode ser de cartão, plástico ou cabaça, contendo sementes secas, grãos, arroz ou areia grossa, e uma pega. Dependendo dos materiais usados, podem produzir sons como o de lixar ou o de arranhar, quando tocadas. Normalmente, são tocadas aos pares - com uma maraca em cada mão- agitando-se-as, embora também possam ser tocadas rodando-se-as lentamente. 
Este instrumento é típico das danças latino-americanas. É conhecido por outros nomes nos países da América Latina: asson ou tcha-tcha no Haiti, alfandoque, carangano ou geraza na Colômbia, nasisi no Panamá e sonajas no México, bapo ou carcaxa no Brasil, chinchin na Guatemala, dadoo na Venezuela, huada no Chile e maruga em Cuba.
É um dos instrumentos musicais indígenas mais conhecidos.

## Etimologia
"Maraca" e "maracá" são oriundos do tupi maraká, com o mesmo significado..

## Uso religioso pelos indígenas brasileiros
O cronista alemão Hans Staden descreveu, em sua obra História verdadeira..., que os indígenas tupis que habitavam a maior parte do litoral brasileiro no século 16 veneravam os seus maracás como deuses. Cada indígena possuía seu maracá particular, que era guardado em um aposento próprio, após o maracá ter sido consagrado pelo pajé. Ao seu maracá particular, os indígenas dirigiam suas preces e pedidos.